# Playgirl
Playgirl es una revista para adultos. Esta revista mensual publicada en Estados Unidos cuyo mercado objetivo son principalmente mujeres heterosexuales, aunque también tiene una proporción significativa de lectores gays. La revista ofrece artículos de interés general, de cultura, y de noticias de famosos, además de fotografías de hombres semidesnudos o completamente desnudos. 
La revista fue fundada en 1973 durante el auge del movimiento feminista en respuesta a las revistas eróticas para hombres como Playboy y Penthouse que publicaban fotografías similares de mujeres. Desde marzo de 2009 hasta febrero de 2010, la revista estaba disponible solamente por internet. Las ediciones impresas volvieron en marzo de 2010. 
Playgirl es publicada por Blue Horizon Media, la compañía radicada en Nueva York que también publica High Society, Celebrity Skin, Hawk, Chéri, y varias otras revistas de porno duro. 
Era publicada anteriormente por Drake Publishers (después conocido como Crescent Publishing Group, Inc). En 2000, la Comisión Federal de Comercio presentó cargos contra Crescent por fraude con tarjetas de crédito por internet de más de 180 millones de dólares, una gran parte del cual se hizo mediante el sitio de Playgirl Magazine. Como consecuencia, las compañías de Crescent y Blue Horizon, incluida Playgirl, no pudieron realizar comercio por internet durante cinco años. El entonces presidente Bruce Chew fue formalmente acusado junto con varios miembros prominentes de la familia criminal Gambino.
En agosto de 2008, la revista anunció que descontinuaría la publicación de ediciones impresas empezando en enero de 2009. Después de ese punto, se planeaba publicar solamente la edición en línea de la revista. El último número con edición impresa fue publicado en enero y febrero de 2009.
En febrero de 2010, Playgirl anunció que volvería a lanzar la edición impresa de la revista, empezando con el número de marzo de 2010, que estaría disponible para comprar el 22 de febrero de 2010. En la portada aparecía el padre del nieto de Sarah Palin, Levi Johnston, fotografiado por el fotógrafo veterano de Playgirl Greg Weiner.

## Mercados objetivos
El mercado objetivo principal de la revista son mujeres heterosexuales. Sin embargo, en 2003, el entonces editor en jefe de Playgirl Michele Zipp reconoció que la revista también atrae muchos hombres gays. "Es 'entretenimiento para mujeres' porque no hay ninguna otra revista disponible que atiende a las mujeres como lo hacemos nosotros," dijo. Añadió que la revista también aprecia a sus lectores gais, y que los gais componen un 30% de todos los seguidores de la revista. 
También en 2003, Mark Graff, presidente de Trans Digital Media, la empresa de gestión de marca de Playgirl TV, dijo que el 50% de los seguidores de Playgirl son hombres gais.
En una entrevista con la Associated Press en febrero de 2010, el portavoz de Playgirl Daniel Nardico dijo que él considera que la revista es de interés tanto para hombres que para mujeres, aunque los seguidores son predominadamente hombres.

## Contenido
Desde el principio, Playgirl ha presentado desnudos frontales masculinos. El contenido de la revista ha ido cambiando con el paso de los años, con la adición de erecciones, prepucios, y modelos étnicos. Geoff Minger se convirtió en el primer modelo de Playgirl en mostrar una erección "completa" en el número de enero de 1980. Por lo general, la revista ha presentado modelos circuncidados, pero recientemente han aparecido modelos no circuncidados de vez en cuando. En 2007, la revista publicó la primera imagen destacada de un pene con piercing (anillo), además de pírsines en los pezones y el ombligo. En julio de 2010, la edición en línea ofreció videos de eyaculación del modelo destacado. Videos de eyaculación están disponibles en la edición en línea. 
Aparte de modelos profesionales, Playgirl también tiene una sección llamada Real Men ("Hombres de verdad"; antes conocida como Snapshots). Hay un concurso de Hombre de Verdad del Año, en el que los seguidores pueden votar por el mejor modelo del año. 
En junio de cada año, Playgirl presenta su número Hombre del Año. En julio, se publica el número "Country" ("del campo") y en noviembre, Playgirl dedica un número a modelos universitarios. 
Un calendario desplegable con fotografías de los modelos del año pasado por lo general se incluye en el número de diciembre o enero. Se pide a los seguidores votar por el Hombre del Año de las fotos del calendario. 
La revista es conocida por dos ardides publicitarios – el primero por ofrecer a Carlos, Príncipe de Gales $45.000 para aparecer posar desnudo para la revista en 1990 (no aceptó), y otro por publicar una serie fotográfica llamada "Los Hombres de Enron" en su número de septiembre de 2002, en el que algunos antiguos empleados de Enron aparecieron completamente desnudos. 
Investigadores Richard A. Leit, Harrison G. Pope, Jr. Y James J. Gray, en un artículo publicado en el International Journal of Eating Disorders, examinaron a 115 modelos destacados de Playgirl entre 1973 y 1997 y observaron que los modelos destacados han sido más densos y musculosos con el paso del tiempo.

## Otras versiones
Playgirl está disponible en inglés y ha publicado varias versiones internacionales a lo largo de su historia:
- Alemania (1978-1980 y 1989-2003)
- Francia (1978)
- Australia (1985-1988) y bajo el nombre de Interlude en 1991
- Países Bajos (1987-1988)
- Gran Bretaña (1992-1993)
- Sudáfrica (1995)
- Brasil (2004 - ?)
- Rusia (2004-2009)
- Japón (1986-2010)

Cuando se lanzó la versión rusa de Playgirl en 2004, contenía fotografías de hombres estadounidenses circuncidados desnudos, lo cual resultó inusual para las mujeres rusas ya que la circuncisión en Rusia, como en la mayor parte del mundo, es una práctica ritual principalmente de judíos y musulmanes y no se ve con frecuencia en la población general.
Se publicó una versión en español entre 1992 y 1993.
Una versión canadiense limitada está en preparación.

## Famosos desnudos
Playgirl no ha tenido gran éxito en persuadir a hombres famosos para desnudarse ante la cámara, y ninguno de sus modelos desnudos ha conseguido fama cinemática significante. La revista tuvo más suerte en lograr que actores de Hollywood se desnudaran para sesiones fotográficas en sus primeros años de publicación. Los siguientes han aparecido desnudos o semidesnudos:
| - Christopher Atkins - John Cena - Scott Bakula - Dick Baney - Steve Bond - Jim Brown - Steve Burton - Gary Conway - Jonn Ericson - Fabian - Christopher George - Tyrese Gibson - Sam J. Jones (bajo el nombre "Andrew J. Cooper III") | - Big Daddy Kane - Vito LoGrasso - Greg Louganis - Peter Lupus - Peter Steele - Hikaru Kurosaki - Tetsuo Kurata - Hidetoshi Nishijima - Chris Pontius - George Maharis - Shawn Michaels - Levi Johnston | - Rocco Siffredi - Kevin Sorbo - Don Stroud - Keith Urban - Victor Webster - Lyle Waggoner - Fred Williamson - Darryl Worley - Steve Yeager - Lou Zivkovich - Father MC - Phil Varone |

La revista tiene una sección mensual llamada "Celeb Nudes" ("Famosos desnudos") que contiene fotografías de varios famosos (incluyendo Leonardo DiCaprio) de escenas de películas, por lo general desnudos. En el caso notorio de las fotos de Brad Pitt, fotos que fueron sacadas a escondidas aparecieron en una sección nombrada "Tabloid". La revista ha usado con frecuencia fotografías de famosos en la portada, pero debido a restricciones sobre desnudez de parte de los agentes de publicidad, normalmente se presenta sólo una entrevista o resumen del famoso y no se lleva a cabo una sesión fotográfica.

## Hombre del Mes
Se publicaron dos números ejemplares con el piloto de carreras Mike Hiss en el número de enero de 1973; y con los Hager Twins, Jim y John, del programa de televisión Hee Haw en el número de febrero de 1973. Después apareció Vol. 1, n.º 1 en junio de 1973. 
| 1973 - 06 Lyle Waggoner - 07 George Maharis - 08 Gary Conway - 09 Fabian Forte - 10 Fred Williamson - 11 Don Stroud - 12 Jean-Paul Vignon 1974 - 01 John Ericson - 02 Barry Hostetler - 03 Bill Douglas - 04 Peter Lupus - 05 Garrison Wayne - 06 Christopher George - 07 Lou Zivkovich - 08 Gregg & Ron Rogers - 09 Jim Brown - 10 Paul Keith - 11 Phil Avalon (Phillip) - 12 Woody Parker 1975 - 01 Bob Prince - 02 John Corvello - 03 Al Cavuoto - 04 John Gibson - 05 Biff Manard - 06 Andrew Cooper III - 07 Bart Turner - 08 Al Hornsby - 09 Jaime Moreno - 10 Jimmy Hakim - 11 Jim Glasgow - 12 Jeramiah Shastid 1976 - 01 Jim Cavaretta - 02 Gary Earle - 03 Marc Rodríguez - 04 Dennis Ward - 05 Rock Pamplin - 06 Greg Hamilton - 07 Ron Yarbrough - 08 Greg Anderson - 09 Jim Lampier - 10 David White - 11 Beau Lawrence - 12 Ben Gallagher 1977 - 01 Tom Gagen - 02 Richard Lee Baney - 03 Greg Cuskelly - 04 Geoffrey Kane - 05 Steven Landen - 06 Tyler Horn - 07 Randy Laine - 08 Dan Delaney - 09 John Alexander - 10 Richard Burke Davis - 11 Paul Vonderlin - 12 Marc Gartman 1978 - 01 Dennis Durrell - 02 Scott Dutton - 03 C. W. Mundy - 04 Brian Dawson - 05 Norbert Blecha - 06 Stephen D'Auria - 07 Michael Montelbano - 08 Jeremy Alves - 09 Stephen Taylor - 10 Lenny Thompson - 11 Howie Gordon - 12 Vaya 1979 - 01 Jesse Cutler - 02 David Grant, a.k.a. Clay Russell - 03 Bill Davidson - 04 Bob Blount - 05 John Pelico, Jr - 06 Ken DeRose - 07 Erik Hooper - 08 Edward Tombridge-Wells - 09 Brett Austin - 10 Peter Speach - 11 Greg Scott - 12 Grahame White 1980 - 01 Geoff Minger - 02 Scott Daley - 03 Jerry Pedersoli - 04 Burl Chester - 05 Anthony Vacca - 06 Bill McAnally - 07 Steve Kolega - 08 Randy West - 09 Gene Carrier - 10 Stephen Drisdale - 11 Mark Taylor - 12 Terry Michael O'Neal 1981 - 01 Jim Waldrop, a.k.a. J. W. King - 02 Devin Hughes - 03 Jonathan Tracy - 04 Rick Hynes - 05 Joseph Spondike - 06 Jan Hilarius - 07 Antonio Contrelle - 08 Bryan Haines - 09 Geoff Helrich - 10 Tim Wenzel - 11 Ron Olund - 12 Jim Davis | 1982 - 01 Antonio Contrelle, Hombre del Año - 02 Ian Cochrane - 03 Demian Wolf - 04 Derek Tebo - 05 Mark Allan - 06 Jeff Wintemute - 07Scott Narhi - 08 James Wilson - 09 David Bates - 10 David Peters - 11 Bill Tunberg - 12 Ronnie Ortiz 1983 - 01 Jeff Wintemute, Hombre del Año - 02 Frank Smith - 03 Brandon Court - 04 Daniel Egger - 05 Kevin Haslam - 06 David Van Brunt - 07 John Johnson - 08 Mike O'Grady - 09 Joe & John Benson - 10 Dennis Ogden - 11 Kory Wolf - 12 Joe Ingram 1984 - 01 Kory Wolf, Hombre del Año - 02 Max Werner - 03 Ted Prior - 04 Richard Alan - 05 Joe Davis - 06 Richard Armani - 07 Jeff Southmayd - 08 Stephen Scott también conocido como Mark Davis - 09 Steve Rally - 10 Scott Simon - 11 Jeffrey Erickson - 12 Christian D'Anboise 1985 - 01 Steve Rally, Hombre del Año - 02 Rob Schad - 03 Drew Hunter - 04 Mark Monty - 05 Pat Larkin - 06 Brian Buzzini - 07 Bobby Sands - 08 Mike Lee - 09 Michael Mitrano - 10 John Robert Falk - 11 Mario Tornabene - 12 Rhett Routley 1986 - 01 Brian Buzzini, Hombre del Año - 02 Thom Tadlock - 03 Phil Barone - 04 Dann Kaslow - 05 Scott Peterson - 06 Daniel Cook - 07 J. Kelly Coffee - 08 Hikaru Kurosaki - 09 Larry Young - 10 Geoff Thompson - 11 Raphael Oriano - 12 Fabrizio Settimio - 13 Teayong Ahn 1987 - 01 Phil Barone, Hombre del Año - 02 Terrence Dineen - 03 Gene Garlock - 04 Jeff O'Haco - 05 William Wood - 06 Joe Colby - 07 Eric Bowman - 08 Jeff Ryan - 09 Byron Michaels - 10 Rod Jackson - 11 John Paul - 12 Frank Savino 1988 - 01 Lee Brian Reba - 02 Ken Alan - 03 Brian Andrews - 04 Shane Griffin - 05 Chad Austin - 06 Conroy Nelson - 07 Eric Howard - 08 David Salas - 09 Tetsuo Kurata - 10 Tony Tracy - 11 Doug Chapman - 12 Robert Walper 1989 - 01 Michael Bannon - 02 Marc Anthony Donais - 03 Bruce Schutt - 04 Paolo Pecota - 05 Jeff Thompson - 06 Scott Lockwood - 07 Benny Graham - 08 Eric Thompson - 09 Tom Burgess - 10 Jason Wallenberg - 11 Martin Jade - 12 Bud Ralph - 13 Zack Obbie 1990 - 01 Kraig Anthony - 02 Marc Hampton - 03 Glenn Brooks - 04 Thomas James, Hombre del Año - 05 Leo Marentette - 06 Robert Baker - 07 Robert Keich - 08 Kevin Cline - 09 Michael Webber - 10 Bruce Peters - 11 Marcel Gabriel - 12 Rocco Tano - 13 Dirk Shafer, Hombre del Año | 1991 - 01 Thom Collins - 02 Rafael Sant 'Angelo - 03 Damian Achilles - 04 Peter Romero - 05 Aaron Leif - 06 Keith Rivera - 07 Matt White - 08 Shaheed - 09 Axel Wolfe - 10 Joe Almeida - 11 Glenn Brown - 12 Danny Celaya - 13 Jon Carlos Londono 1992 - 01 Nick Stryker - 02 Charles Edmond - 03 Robert Johnston - 04 Kris Kayman - 05 John Simmonds - 06 James Arthur Parker - 07 Tom Burgess - 08 Don Nightingale - 09 Jim Bartling - 10 Joseph J. Pallister, Hombre del Año - 11 Derrick DeShá - 12 Michael Zirpoli - 13 Tom Marinelli 1993 - 01 Michael Maguire - 02 Kent Massich - 03 Danny Budak - 04 Terrence Dineen - 05 Edwin Serrano - 06 Steven Reinhardt - 07 Doug Koziak - 08 Drew Ricciardi - 09 Angelo Berrios - 10 Antonio Valentino - 11 Bernie Kellish - 12 Michael Shayne 1994 - 01 Richard Lima - 02 Matt Mullen - 03 Greg Lane - 04 Jamie Bales - 05 Chris Carmen - 06 Mark Kleckner - 07 Shane Minor - 08 Rob Shanahan - 09 Stephen Kellar - 10 Derrick DeShá - 11 Hidetoshi Nishijima , Hombre del Año - 12 Darren Fox 1995 - 01 Gregg "Jax" Steele - 02 Vince Marino - 03 Michael George - 04 Alan Edwards - 05 Eddie Mallia - 06 Maurice Lawrence - 07 Jimmy Rogers - 08 Peter Steel - 09 Steven Olliver - 10 Marcello Morgili - 11 Lee McKinney, también conocido como Derek Cameron - 12 Keith Munyan 1996 - 01 Martin Squires - 02 Zoltan - 03 E.J. Curse - 04 Robert Forcelli - 05 John Morano - 06 Rick Gager - 07 Joe Wolfe - 08 James Hunter - 09 Jonathon Prandi, Hombre del Año - 10 Ronaldo Sanchez - 11 Cameron Warfield - 12 Derek DeLuis - 13 Shawn Michaels, también conocido como Michael Hickenbottom 1997 - 01 Doug Hale - 02 Orlando Navarette - 03 Timothy Bullock - 04 Claude Maguire - 05 Scott Mattran - 06 Andre Herbert (actualmente trabajando de actor de porno gay bajo el nombre Colin West) - 07 Joseph Graham - 08 Jeff Kingsley - 09 Kurtis Hogan - 10 Thom Bartholomew - 11 Scott Layne - 12 Carl Buffington 1998 - 01 Frank Sepe - 02/03 Chris & Ryan Zaffino - 04 Rob Ashton - 05 Angel Ortiz - 06 Reid Hutchins - 07 Robert Monzi - 08 Gavin Hunter - 09 Byron Lorentz - 10 Steven Kay - 11 Tim Carlton - 12 Marco Washington 1999 - 01 Michael Bonavita - 02 Oliver Kaposi - 03 Endre Csernek - 04 Eddie Leone - 05 Robert Anthony - 06 Bill Kitchener - 07 Ray Clark - 08 Shannon Fuller - 09 Mike Sodini - 10 Tibor Toth - 11 Bill Bixton - 12 Sean McNeill | 2000 - 01 Randy Savino - 02 Julian Rios - 03 Dave Dawson - 04 Jonathan Simms - 05 Christian Mosello - 06 Michael Morrow - 07 Jean-Michel Villette - 08 Jim Brasco - 09 Rhett Eisman - 10 Chris Allen - 11 Alex Bento 2001 - 01 Anthony Catanzaro - 02 Steve Sipple - 03 Guy Winks - 04 Daniel Hess - 05 Ryan Thompson - 06 Matt Kenney - 07 Jason Daugherty - 08 Henrique Castro - 09 Talvin DeMachio - 10 Brian Bianchini - 11 Shamon Minor - 12 David Figueroa 2002 - 01 Gerard way - 02 Damian Idoeta - 03 Hernan Gonzalez - 04 Jamie Gabel - 05 Rodrigo Tejera - 06 Eduardo Saavedra - 07 John Brice - 08 Jimmie Cannon - 09 Mark Maes - 10 Shannon Fuller - 11 Creole Walker - 12 Chris Michaels 2003 - 01 Daniel Jacob - 02 Endre Csernek - 03 Chim Richald - 04 Lior Sahadya - 05 Scott Markey - 06 Scott Merritt - 07 Robert Michael - 08 John James - 09 Vincent Lombardi - 10 Brent Dupuis - 11 Pete - 12 Terrell Franklin 2004 - 01 Nate Christianson - 02 Eric Zientek - 03 Alex Larose - 04 Will Jones - 05 Michael John - 06 Rick Dinihanian - 07 Ronnie Graham - 08 Fernando Macia - 09 Charles Dera - 10 Eric Gagnon - 11 Pete Adonis - 12 Dominic Vanier 2005 - 01 Nick Ortiz - 02 Michael Meany - 03 Gianni Caputi - 04 Kevin Michaels - 05 Derrick Davenport, Hombre del Año - 06 David Rich - 07 Niko (Playgirl) - 08 Breck Orshal - 09 Angelo Adams - 10 Benjamin Bulk - 11 Vic Ripper - 12 Lucas Walker 2006 - 01 Adrian G Bernal - 02 Sean James - 03 Robert Metts - 04 Hannes - 05 Earren Magnum - 06 Danny Lopes - 07 David E. Lee - 08 Julian Fantechi - 09 Johnny Maui - 10 Hunter - 11 Sean Patrick Flannery - 12 Conor Kilcoyne 2007 - 01 Chris Edgington - 02 Brendan Newman - 03 Ryan Mackie - 04 Niko (actor actual en Playgirl TV) - 05 Zac - 06 Julian Fantechi, Hombre del Año - 07 Darryl Worley - 08 Stefan Pinto - 09 Marcus Patrick - 10 Christian - 11 Tony De Sergio - 12 Brett 2008 - 01 Daniel Rocha también conocido como Vin Marco of Manifest Men - 02 Miles Hamilton también conocido como Meatballs - 03 Anton Micheal - 04 Sin modelo destacado; Men of Fire Island - 05 Daniel Kirk - 06 Niko, Hombre del Año 2010 - 03 Levi Johnston - 06 Ronnie Kroell - 06 Tory George - 12 Phil Varone |

Dirk Shafer, uno de los hombres gais de la serie, llegó a producir un falso documental cómico titulado Man of the Year (Hombre del Año) en el que habla sobre la experiencia entre ser gay y ser considerado un símbolo sexual. 
Además de Shafer, otros modelos gais que han aparecido en la revista incluyen a Scott Merritt, quien fue el modelo destacado en el número del 30 aniversario de Playgirl y reveló su homosexualidad en un artículo de The Advocate que se publicó el 19 de agosto de 2003. Brian Dawson, el Hombre del Mes de abril de 1978, ganó en 1989 el título de "International Mr. Drummer" (un título leather gay) además de la medalla de bronce en la competencia de físico de los Gay Games en Australia en 2002. Jim Waldrop, modelo destacado del número de enero de 1981, fue más conocido como superestrella de porno gay J. W. King. Asimismo, el Hombre del Mes de febrero de 1979 fue conocido como leyenda de porno gay bajo el nombre de Clay Russell. Randy Savino, del número de enero de 2000, también trabajó como un actor pornográfico gay, normalmente bajo el nombre de Geoff Ashton. Talvin DeMachio, destacado en septiembre de 2001, también es gay. En el número de junio de 2004, Playgirl presentó el modelo destacado de más edad en su historia de 30 años: Rick Dinihanian, un hombre gay de 54 años.